# Van Bever Frères

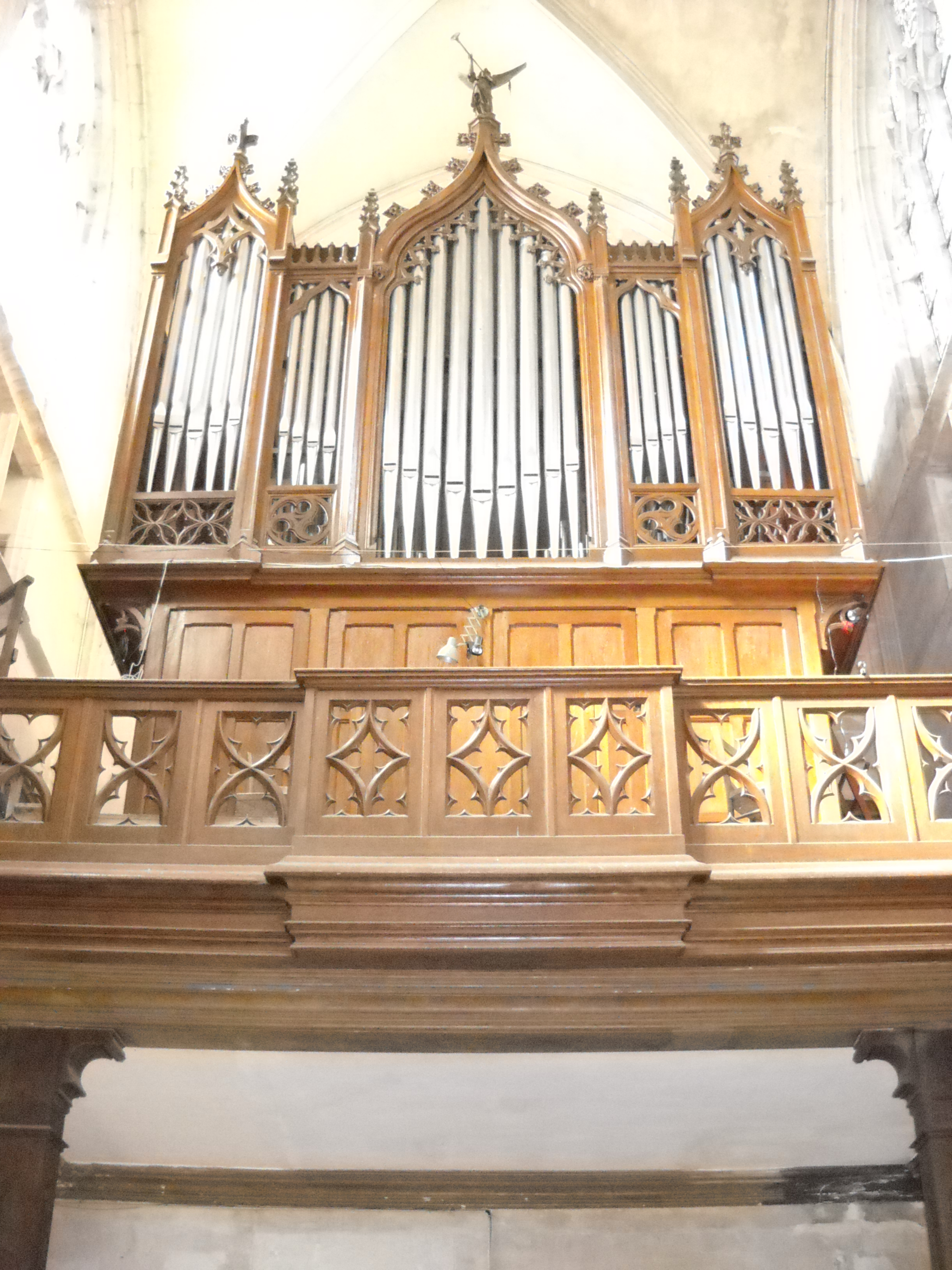
Orgel in Mamers

Van Bever Frères (flämisch Gebroeders Van Bever) war ein Orgelbauunternehmen in Laeken/Laken in Belgien von 1880 bis 1925.

## Geschichte

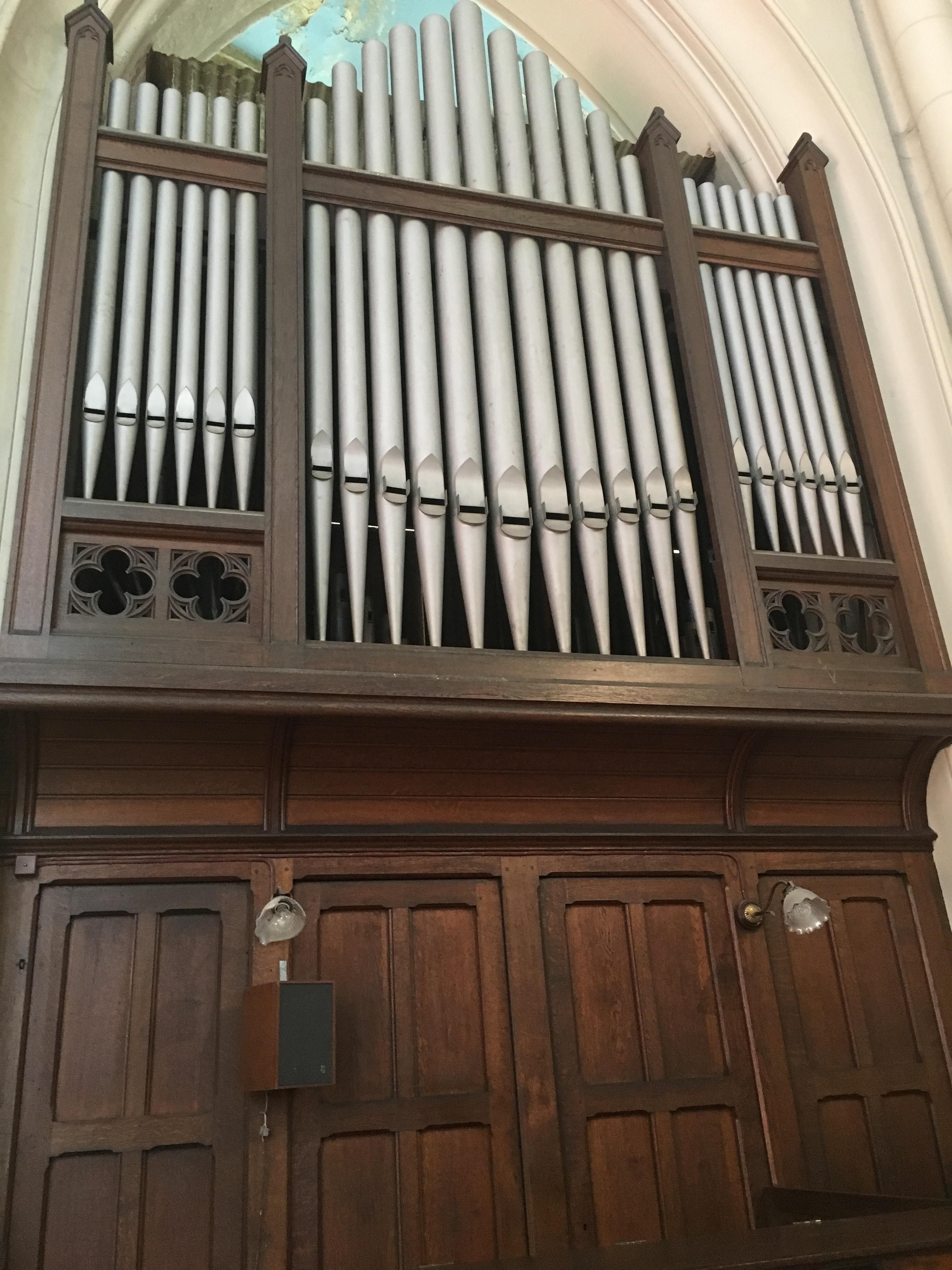
Orgel in Laeken, Liebfrauenkirche

Die Brüder Adrien (1837–1895), Petrus (1845–1918) und Salomon van Bever (1851–1916) waren Schüler und Mitarbeiter von Hippolyte Loret in Laken, ab 1867 in Paris. Salomon war 1879 bis 1880 bei Aristide Cavaillé-Coll tätig.
1880 eröffneten sie das Orgelbauunternehmen Van Bever Frères, ancienne maison H. Loret in Laken. 1881 übernahmen sie dazu die Werkstatt des verstorbenen Loret in Paris für einige Zeit. Später gründeten sie eine Filiale im nordfranzösischen Amiens. 1895 übernahm Salomon van Bever nach dem Tod von Adrien die Leitung allein. 1904 wurde die Filiale in Amiens wegen der Unruhen geschlossen.
1916 übernahmen François, Louis und Nicholas Draps, die Neffen von Salomon, das Unternehmen und führten es als Van Bever Frères bis 1925 in Laken weiter.

## Werk (Auswahl)
Das Orgelbauunternehmen Van Bever Frères baute über 150 Orgeln vor allem in Belgien und Nordfrankreich, einzelne in Deutschland, Amerika und Afrika.
| Jahr | Ort                          | Gebäude                                            | Bild | Manuale | Register | Bemerkungen                     |
| ---- | ---------------------------- | -------------------------------------------------- | ---- | ------- | -------- | ------------------------------- |
| 1880 | Saint-Philbert-de-Grand-Lieu | Église Saint-Philbert                              |      | II/P    | 24       | erhalten                        |
| 1882 | Compiègne                    | Église Saint-Antoine                               |      | II/P    | 25       | in Gehäuse von Caulier von 1832 |
| 1883 | Everberg                     | Sint Martinus-en-Lodewijkkerk                      |      | II/p    | 16       | erhalten                        |
| 1895 | Brüssel                      | Sint Jan-Berchmans College                         |      | II/P    | 24 (23)  | erhalten                        |
| 1895 | Senlis                       | Chapelle du Lycée Saint Vincent                    |      | II/P    | 27       | erhalten                        |
| 1895 | Rue                          | Église Saint-Wulphy                                |      | II/P    | 17       | erhalten                        |
| 1896 | Le Mans                      | Collège Notre-Dame de Sainte-Croix                 |      | II/P    | 26       | erhalten                        |
| 1896 | Abbeville                    | Chapelle Saint-Pierre                              |      | II/P    | 18       | erhalten                        |
| 1898 | Jette                        | Sint-Pieterskerk                                   |      | II/P    | 32       | erhalten                        |
| 1900 | Amiens                       | Église Saint-Rémy                                  |      | III/P   | 39       | erhalten                        |
| 1901 | Amiens                       | Église Saint-Acheul                                |      | II/P    | 19       | erhalten                        |
| 1901 | Mamers                       | Église Notre-Dame                                  |      | II/P    | 19       | erhalten                        |
| 1902 | Lille                        | Église Saint Sauveur                               |      | II/P    | 14       | Chororgel, erhalten             |
| 1903 | Lille                        | Église Saint-Sauveur                               |      | III/P   | 45       | erhalten                        |
| 1904 | Brügge                       | Karmelitenkerk                                     |      | II/P    | 19 (16)  | erhalten                        |
| 1905 | Sint-Agatha-Berchem          | Sint-Agathakerk                                    |      | II/P    | 16       | erhalten                        |
| 1905 | Waregem                      | Sint-Amandus en Sint-Blasiuskerk                   |      | II/P    | 27       | 1990 ersetzt                    |
| 1906 | Ukkel                        | Kerk van Onze-Lieve-Vrouw van de Rozenkrans        |      | II/P    | 16       | erhalten                        |
| 1907 | Ternat                       | Sint-Gertrudiskerk                                 |      | II/P    | 28       | erhalten                        |
| 1908 | Moustier-sur-Sambre          | Église Saint-Frédégand                             |      | II/P    | 20       | erhalten                        |
| 1908 | Laeken/Laken                 | Église Notre-Dame / Onze Lieve Vrouwekerk          |      | II/P    | 13       | Chororgel, erhalten             |
| 1910 | Brüssel                      | Église Saint-Dominique / Sint-Dominicuskerk        |      | III/P   | 36       | erhalten                        |
| 1912 | Morialmé                     | Église Saint-Marin                                 |      | II/P    | 19       | erhalten                        |
| 1914 | Courtrai                     | Église Saint-Josephe / Sint-Jozefkerk (Karmeliten) |      | III/P   | 33       | 1944 zerstört                   |
| 1915 | Braine l' Alleud             | Église Saint-Étienne                               |      | II/P    | 23       | erhalten                        |
| 1916 | Laeken/Laken                 | Sint-Lambertuskerk                                 |      | II/P    | 24 (20)  | erhalten                        |